# 薩爾瓦多·米紐慶
薩爾瓦多·米紐慶（Salvador Minuchin，1921年10月13日 - 2017年10月30日），是家族治療師。生長於阿根廷聖薩爾瓦多。他發展出結構性家族治療。

## 生平
1947年米紐慶完成醫學學位後，前往以色列擔任軍醫。役畢後，他前往紐約接受奈森·阿克曼的兒童精神醫學培訓。完成培訓後，米紐慶回到以色列擔任兒童精神科醫師，幫助難民兒童。
1954年米紐慶重返美國，進入威廉·阿蘭森·懷特研究所學習精神分析。
1967年完成訓練後，米紐慶到了少年中途學校，擔任兒童精神科醫師，在那的經驗讓他觀察到與整個家庭工作的重要性，後來與同事將此工作成果寫成《貧民窟的家庭》(Families of the Slums)。
當米紐慶在Wiltwyck School任職時，米紐慶與同事開發出一種家族治療方式，當米紐慶或其他精神科醫師進行治療時，另外的治療師則透過單面鏡觀察療程，這使治療師能容易學習技巧，也讓米紐慶發展出結構性家族治療。
1962年米紐慶完成家庭結構理論模型後，他前往帕羅奧圖與傑·海利一起工作。
1965年至1979年期間米紐慶擔任費城兒童輔導中心（Philadelphia Child Guidance Center）的主任，卸下主任職位後，他成為該中心的培訓負責人。
1981年他前往紐約從事兒童精神醫學的臨床與教學工作，開設了自己的家族治療中心，1996 年他退休搬去波士頓後該中心更名為 The Minuchin Center for the Family。
2017年10月30日於佛羅里達州博卡拉頓辭世。

## 作品
- 《結構派家族治療入門》(Families and Family Therapy)，1998年，心理出版，ISBN 978-957-702-178-6
- 《結構派家族治療技術》(Family Therapy Techniques)，1999年，心理出版，ISBN 978-957-702-320-9
- 《學習家族治療》(Mastering family therapy)，2003年，繁體中文版由心靈工坊出版，ISBN 978-986-802-488-9
- 《家庭與伴侶評估：四步模式》(Assessing Family and Couples:from Symptom to System)，2007年，張老師出版，ISBN 978-957-693-691-3
- 《厭食家族》(Psychosomatic Families: Anorexia Nervosa in Context)，2009年，繁體中文版由心靈工坊出版，ISBN 978-986-678-254-1
- 《米紐慶的家族治療百寶袋》(The Craft of Family Therapy: Challenging Certainties)，2015年，張老師出版，ISBN 978-957-693-850-4
- 《貧民窟的家庭》(Families of the Slums)，1967年。
- 《The Disorganized and Disadvantaged Family》，1967年。
- 《Psychoanalytic Therapies and the Low Socioeconomic Population 》，1968年。

## 外部連結
- .   [2019-07-24]. （原始内容存档于2020-07-21）.